# 凱特林學院
凱特林學院（英語：Kettering College）是一所位於美國俄亥俄州凱特林 (俄亥俄州)的私立四年制學院。這間學院是由凱特林醫療中心所擁有，由基督復臨安息日會認證而成立於1967年，學院隔壁是查里斯夫凱特林紀念醫院(Charles F. Kettering Memorial Hospital)。

## 歷任校長
- 查爾斯史克里芬，2001年~2013年
- 艾力克斯布萊恩(Alex Bryan)，2013年~2014年
- 聶特布蘭德斯塔德(Nate Brandstater)，2014年~至今

## 學術
根據2025年美國新聞與世界報導，凱特林學院的護理系排在全美國第595名。

## 校刊
凱特林學院定期出版一本名叫先驅(Pacesetter)的校刊。

## 外部連結
- 凱特林學院官方網站

## 資料來源
1. ↑  U.S.News Kettering College Undergraduate data are based on the 2023 school year
2. ↑  2025 American Council on Education
3. ↑  U.S.Department of Education
4. ↑  2018-2024 Columbus State Community College:Kettering College
5. ↑  U.S.News Kettering College Rankings
6. ↑  issuu Kettering college